# Stijn Steels
Stijn Steels, nascido a 21 de agosto de 1989 em Gante, é um ciclista belga, membro da equipa Deceuninck-Quick Step. É sobrinho do antigo ciclista profissional Tom Steels.

## Palmarés
2015
- Dwars door de Vlaamse Ardennen

2016
- Grande Prêmio Vila de Lillers[3]